# بونغو-أونو (أويتا)
بونغو-أونو (بالإنجليزية: Bungo-ōno)‏ هي أحد المدن التابعة لمحافظة أويتا في اليابان. تأسست رسميًا في 31 مارس 2005. ويقدر عدد سكانها بـ 40409 نسمة حسب تقدير مكتب الإحصاء الياباني لعام 2012. تبلغ مساحة بونغو-أونو 603.36 كم2 بكثافة سكانية تبلغ 67 نسمة/كم2.